# Die 3 Besoffskis
Die 3 Besoffskis waren eine deutsche Comedy-Schlagergruppe, die sich auf Stimmungs- und Trinklieder konzentrierte. Die Band gehörte zu den ersten in Deutschland, die mit derben Texten über Alkohol und sexuelle Themen Erfolge erzielen konnten und gilt somit als Wegbereiter für die spätere Ballermann-Musik. 

## Geschichte
Gründer der Gruppe war Helmut Flohr (1931–2009), der bereits in den 1960er Jahren unter dem Pseudonym Joe Raphael einige Singles als Schlagersänger und Chansonnier veröffentlicht hatte. Er gründete 1970 in Baden-Baden das Label Juventus und veröffentlichte dort weitere eigene Aufnahmen sowie Titel von Billy Mo. Nachdem 1971 der auch aus Baden-Baden stammende Tony Marshall mit dem Stimmungslied Schöne Maid einen Überraschungserfolg gehabt hatte, sattelte Raphael auch auf Stimmungsmusik um. Für das umgedichtete Volkslied Das Leben bringt große Freud (Raphaels Text: Scheißegal, ob du Huhn bist oder Hahn) verpflichtete er den aus Nordhorn stammenden Stimmungsmusiker Georg Manning. Der Titel wurde ein Erfolg und verkaufte sich rund 50.000 Mal. Auch der nachfolgende Titel mit Manning, Rosen, Tulpen und Narzissen, war erfolgreich. Raphael und Manning absolvierten in den frühen 1970er Jahren zahlreiche Konzerte als Duo. Ab 1973 produzierte Raphael als Joe Raphael und die Party-Singers eigene Stimmungsmusik-Veröffentlichungen. Zu jener Zeit stieß auch Horst Götze hinzu, der Gründer des Flower-Labels. Gemeinsam beschlossen sie, künftig als Trio unter dem Namen Die 3 Besoffskis Stimmungsmusik mit derben Texten zu machen.
Die Blaupause für die Produktionen der Gruppe hatte bereits der Titel Scheißegal (den sie später erneut einspielten) gelegt: Als Melodien dienten bekannte Volksweisen, über die derbe und obszöne, meist von Manning geschriebene Texte gesungen wurden. Die Produktionen erfolgten meist im Tonstudio Bauer. Die Stücke wurden häufig von Pete Tex arrangiert und meist von Joy Flemings damaliger Band Hitkids sowie Bläsern des Südfunks Stuttgart eingespielt. Der Vertrieb der Platten geschah größtenteils über die Aufsteller von Jukeboxen, da die Lieder wenig radiotauglich waren. Nach der Debütsingle der Besoffskis, Ein schöner weißer Arsch von 1974, wurde das 1975 erschienene Puff von Barcelona, das auf der Melodie des neapolitanischen Volksliedes Funiculì, Funiculà basiert, ihr größter Hit. 
Die Gruppe veröffentlichte in den Folgejahren zahlreiche Singles nach dem immer selben Prinzip. Am Geschäft profitierten vor allem Raphael und Götze, die sich mit ihren Labels um die Vermarktung der Platten kümmerten. Texter Manning betrieb unterdessen ein Lokal in Baden-Baden und überwarf sich aus finanziellen Gründen in den frühen 1980er Jahren mit Raphael und Götze. Ohne den Texter und Live-Unterhalter Manning war damit auch das Ende der 3 Besoffskis besiegelt. Horst Götze (als Horsti Stinkstiefel) und Joe Raphael (als Joe Raphael und die Party-Singers) veröffentlichten anschließend noch einige Singles solo und im Duo (als Horsti und Joe), konnten aber nicht mehr an den Erfolg der Besoffskis anknüpfen. Ihre Labels Juventus und Flower erwarb gegen Ende der 1980er Jahre das Duisburger Label AZ-Records, das danach noch einige Veröffentlichungen der Besoffskis herausgab.

## Diskografie (Auszug)
- Die große Wildsau-Party (LP)
- Die große Wildsau-Fete (LP)
- Puff von Barcelona (Single)
- Gruppensex im Altersheim (Single)
- Hast du Weinbrand in der Blutbahn (Single)
- In Hollywood ist der Puff kaputt (Single)